# Csen Csi-kang
Csen Csi-kang (kínai: 陈其钢; népszerű átírással Qigang Chen, pinjin: Chén Qígāng; Sanghaj, 1951 –) kínai–francia zeneszerző.

## Élete, munkássága
Csen Sanghajban született, művészcsaládba. Apja festő és kalligráfus, a Pekingi Képzőművészeti Akadémia vezetője volt, az erhu nevű hagyományos kínai hangszeren is játszott. Nővére zongorázott. A fiú kicsi korától tanult zenét, majd 13 éves korában elkezdte klarinét tanulmányait a pekingi Központi Zenei Konzervatóriumban. Végzés után egy szimfonikus zenekarban játszott és a zeneszerzéssel is megpróbálkozott: feldolgozásokat írt a barátainak. Amikor kitört kulturális forradalom, apját kispolgárinak és forradalomellenesnek minősítették, és munkatáborba küldték, Csen Csi-kangot pedig – a családjától elszakítva – egy laktanyában berendezett ideológiai átképző táborba vitték. Három évig volt ott, de levelezés útján továbbra is folytatni tudta zenei tanulmányait, zeneszerzést és hangszerelést tanult. Szabadulása után, 1975 és 1978 között a Csöcsiangi Szimfonikus Zenekarnál volt karmester, és darabokat is írt számukra.
1977-re rendeződni kezdett az élet kulturális vonalon is, és Csen – 26-od magával, kétezer jelentkező közül – felvételt nyert a pekingi Központi Zenei Konzervatóriumba. 1978 és 1983 között zeneszerzést tanult Luo Csong-hongnál. 1983-ban végzett, és az intézményben maradt, mint zeneszerzéstanár. Részt vett egy országos zeneszerző versenyen, ahol első díjat nyert, és ennek eredményeként külföldre mehetett. 1984-ben utazott francia állami ösztöndíjjal Franciaországba posztgraduális tanulmányok folytatására, és végleg ott telepedett le. Négy évig volt Olivier Messiaen magántanítványa. A mester nyugdíjba vonulása után ő volt a mester egyetlen és utolsó tanítványa. Csen felesége és fia az ő segítségével tudott Franciaországba érkezni. Tanult még Ivo Malec, Betsy Jolas, Claude Ballif és Claude Castérede mellett is. 1986-ban megnyerte a Buffet Crampon Nemzetközi Zeneszerzőversenyt Yi című darabjával, amely klarinétra és vonósnégyesre íródott, és az első darabja, amelyet Franciaországban díjaztak.
1987-ben az IRCAM-on (a zene és a hang kutatásával foglalkozó intézet) és a Sienai Chigiana Akadémián folytatta zeneszerzési tanulmányait Franco Donatoninál. Ebben az évben írta a Voyage d'un rêve című művét, amellyel megnyerte az École normale de musique de Paris-Alfred-Cortot (Alfred Cortot Párizsi Normál Zeneiskola) versenyét. 1988-ban díjat nyert a Darmstadti Nyári Fesztiválon, és megkapta Trieszt város nemzetközi szimfonikus zeneszerzőversenyének díját. Ezután 1989-ben a párizsi Sorbonne Egyetemen kitüntetéses diplomát szerzett, és megkapta a Nadia és Lili Boulanger Alapítvány ösztöndíját. 1991-ben Hervé Dugardin de la Sacem-díjat kapott.
Csen 2001-ben került a nemzetközi figyelem középpontjába, amikor Wu Xing című zenekari művét több mint ezer pályamű közül választották be a BBC Masterprize Award öt döntőse közé. Meghívták több verseny zsűrijébe (Japán, Tajvan), 1995-ben nevével jelzett koncertsorozatot indítottak Pekingben és Sanghajban. Számos megrendelést kapott Európából, Ázsiából és az Egyesült Államokból. 2003-ban a Virgin Classics kiadta egy szerzői albumát, amelyen szerepelt az Iris devoilée című, nagyra értékelt műve is. A kiadványt a Gramophone a hónap tíz legjobb klasszikus felvétele közé választotta. A 2008-as pekingi olimpiai játékok nyitóünnepségének zeneigazgatója volt, és ő írta a sportesemény főcímdalát, a You and Me című dalt. 2017-ben a Pekingi Zenei Fesztiválon, a darab világpremierjén Maxim Vengerov játszotta La Joie de la souffrance (A szenvedés öröme) című versenyművének hegedűszólamát. Az előadáson a Kínai Filharmonikusokat Ju Long dirigálta. Az egytételes hegedűversenyt 29 éves korában elhunyt fia emlékére írta. 2009-ben Er Huang című koncertjét a New York-i Carnegie Hallban mutatta be Lang Lang és a Juilliard Orchestra., majd 2013-ban Herbie Hancock is előadta a Lincoln Centerben. 2015-ben volt a premierje Londonban Iris Dévoilée című darabjának, amelynek érdekessége, hogy klasszikus kínai hangszerek (pi-pá, erhu és kucseng) is szerepet kapnak benne; a BBC Walesi Nemzeti Zenekart Csang Hszi-an karmesternő vezényelte. 2018 tavaszán mutatták be az NCPA Zenekar, a Vale of Glamorgan Fesztivál, a Sydney Szimfonikus Zenekar és a Wales BBC Nemzeti Szimfonikus Zenekar közös megrendelésére készült Csiang Cseng Ce című művét szólóhangra, kórusra és zenekarra. 2016-ban a Naxos kiadó szerzői albumot adott ki műveiből.

## Művészete
Csen Csi-kang zenéje két kultúra, a keleti és a nyugati szintézist képviseli. Művei nagy kifejezőerővel, gazdag hangpalettával rendelkeznek, és kedveltek a közönség körében. Műveiben gyakran a hagyomány és a modernitás elemeit hozza össze. Szerzői palettája a kamarazenétől, a szimfonikus zenétől és a daloktól a balettek és filmek zenéjéig terjed. A The Telegraph egyedülálló hangja miatt a hangszerelés mesterének nevezte. Műveit első vonalba tartozó művészek sora mutatta be, mint például Yo-Yo Ma, Lang Lang, Charles Dutoit, Alan Gilbert, Lorin Maazel, Leonard Slatkin, Maxim Vengerov,  Daniel Harding, Michael Tilson Thomas, Roger Norrington, Csong Mjonghun és Gautier Capuçon, valamint vezető zenekarok, többek között az Orchester National de France, az Orchester Philharmonique de Radio France, a Londoni Szimfonikus Zenekar, a BBC National Orchestra of Wales, az Orchester National To Capitol de Toulouse, a Müncheni Filharmonikus Zenekar, a Hongkongi Filharmonikusok, a Melbourne-i Szimfonikus Zenekar, a Sanghaji Szimfonikus Zenekar, a Montreáli Szimfonikus Zenekar, a Tajvani Filharmonikusok. 2015-ben kompozíciós műhelyt (Gonggeng College Summer Music Camp) indított fiatal zenészek számára, akik a világ minden tájáról érkeznek Kínába, és ingyenes szállást és képzést kapnak.
A francia kormány 2012-ben a Művészetek és Irodalom Érdemrendjét adományozta számára. Otthon 2004-ben és 2012-ben a kínai sajtó „a világ legjobb kínai klasszikus zenészének” választotta. 2014-ben a Hazatérés című fim zenéjéért elnyerte a Golden Horse-díjat. Szerzeményeit 1985 és 2008 között a Gerard Billaudot Editeur kottakiadó cég, 2008 óta a Boosey & Hawkes publikálja. A balettzenéket a Durand Editions Musicales adja ki.

## Magánélete
Csen 1992-ben felvette a francia állampolgárságot. 2012-ben Zürichben, 29 éves korában, autóbalesetben meghalt a fia, Chen Yuli. A fiú tehetséges komponista volt, aki filmekhez és tévésorozatokhoz komponált zenéket.

## Szerzeményei
Válogatás.
- 1985 – Le souvenir, fuvolára és hárfára
- 1986 – Yi, klarinétra és vonósnégyesre
- 1987 – Contraste, szólófuvolára
- 1989 – Lumières de Guang Ling, hangszeres együttesre
- 1990 – Poème lyrique, baritonra és hangszeres együttesre
- 1993 – Rêve d’un solitaire, hangszeres és elektronikus zenekarra
- 1995 – Extase, oboaverseny
- 1999 – Wu Xing, nagyzenekarra
- 2001 – La nuit profonde, csinghura, a csing-erhura és zenekarra
- 2003 – L’éloignement, vonószenekarra
- 2005 – Invisible voices, hat vegyes hangra és nagyzenekarra
- 2009 – Er Huang, zongoraverseny
- 2011 – Caprice, gordonkára és zongorára
- 2014 – Coming Home, filmzene
- 2015 – Luan Tan, zenekarra
- 2016 – La Joie de la souffrance, hegedűverseny
- 2017 – Itinéraire d’une illusion, szimfonikus zenekarra

## Felvételei
A Discogs és a Naxos kimutatása alapján.
| Megjelenés | Tartalom | Közreműködők | Kiadó             |
| ---------- | --- | --- | ----------------- |
| 2003       | Iris Dévoilée, Reflet d'un Temps Disparu, Wu Xing | Ma Suaj, Yo-Yo Ma, Vu Pi-hszia, Orchestre National de France, Tang Mu-haj, Charles Dutoit, Didier Benetti             | Virgin Classics   |
| 2006       | Extase, San Xiao, Yuan, L'Eloignement | Jean-Louis Capezzali, Orchestre Philharmonique de Radio France, Leonard Slatkin; Ensemble Hua Xia, Je Cung; Yves Prin | Virgin Classics   |
| 2008       | Mozart: Piano Sonata K.V332; Albéniz: Iberia Book 1; Nielsen: Six Humoresques-Bagatelles; Csen: Instants d'Un Opéra de Pékin; Ravel: Miroirs; Sibelius: Impromptu Op.5, No.5 | | Ecstasy Records   |
| 2011       | The Flowers of War - Original Motion Picture Soundtrack | | Sony Classical    |
| 2011       | Chopin, Je Hsziai-kang, Csen | Tan Hsziao-tang | Tudor, BR-Klassik |
| 2014       | Coming Home (Original Motion Picture Soundtrack) | | Sony Classical    |
| 2016       | Enchantements oubliés; Er Huang; Un temps disparu | Jen Csun-csie, Jan Csie-min, Taiwan Philharmonic, Lü Sao-csia                                                         | Naxos             |